# MyPaint
MyPaint是一款自由及开放源代码的位图图像编辑器，侧重于绘图功能，而非图像处理，类似于Corel Painter。MyPaint可运行在Microsoft Windows, OS X和 Linux等平台上，使用GTK+为其图形控制元素，并自1.2.0版本起开始使用GTK+3。

## 特性
MyPaint的特性包括：
- 支持数码绘图板压力感应
- 丰富的笔刷库，不需要额外第三方应用程序
- 可扩展性
- 图层管理
- 简单的接口
- 可遮掩色域的色环
- 无限的画布大小，不需要预先确定的图像尺寸

## libmypaint
MyPaint使用自行开发的笔刷引擎，并为压力感应的数码绘图板做了优化。在之后的版本里，该引擎被分离出来，成为了一个独立维护的库——libmypaint，以便更好地与其他应用程序相结合。
MyPaint的笔刷库可以作为Krita的插件使用。此外，GIMP的开发者也在讨论将libmypaint整合进GIMP的事宜。

## 媒体使用
《辛特尔》（ Blender基金会创作的第三部电脑动画电影）的艺术总监David Revoy曾使用过MyPaint。

## 原生文件格式
在2006年，Adobe修改了PSD的许可证：只有与Adobe软件相交互的软件才被允许使用这一格式。 因此，OpenRaster这一基于开放文档格式的图像设计格式诞生了。MyPaint使用OpenRaster作为默认文件格式，同时，也支持导出图像为PNG 与JPEG文件。